# Seznam gruzinskih generalov
Seznam gruzinskih generalov.

## B
Bakar Vasiljevič Gruzinski - 

## G
Andrej Mihajlovič Galitzine - 
Boris Andrejevič Galitzine - 

## M
Aleksander Aleksandrovič Menšikov - 

## T
David Tevzadze - 
Aleksander Petrovič Tolstoj - 
Peter Aleksandrovič Tolstoj - 
Sergej Nikitič Trubeckoj - 